# X-Men 2
X-Men 2 (Originaltitel: X2, auch bekannt als X2: X-Men United) ist eine US-amerikanische Comicverfilmung von Bryan Singer aus dem Jahr 2003. Es handelt sich um eine Fortsetzung des Films X-Men und basiert ebenfalls auf der Comicserie X-Men von Marvel Comics. X-Men 2 spielte allein in den USA über 214 Millionen Dollar ein, knapp 50 Millionen mehr als der erste Teil. Die Besetzung wurde unverändert übernommen. Der Film ist Teil der X-Men-Filmreihe und wurde 2006 mit X-Men: Der letzte Widerstand fortgesetzt.

## Handlung
Nightcrawler, ein mit der Fähigkeit zur Teleportation ausgestatteter Mutant, dringt ins Weiße Haus ein und dort bis zum Präsidenten der USA vor, um ihn mit einem Messer anzugreifen. Kurz bevor er zustechen kann, wird er jedoch angeschossen und muss fliehen. Zurück bleibt das Messer, an dem ein Bändchen befestigt ist mit der Aufschrift „Mutant Freedom Now!“ (engl. etwa „Freiheit für Mutanten, jetzt!“).
Magneto, einer der mächtigsten Mutanten, sitzt in einem Hochsicherheitsgefängnis aus Kunststoff, da er mit seinen Magnetkräften Metall manipulieren kann und somit aus einem normalen Gefängnis ausbrechen könnte. Professor Charles Xavier ist weiter damit beschäftigt, mit seiner „Schule für begabte junge Menschen“ das friedliche Zusammenleben zwischen Menschen und Mutanten zu fördern. Der Militär-Wissenschaftler William Stryker hat daran jedoch kein Interesse; er arbeitet mit Hochdruck daran, sämtliche Mutanten zu vernichten. Xavier hat inzwischen mit Hilfe von Cerebro den Attentäter des Präsidenten lokalisiert und schickt Storm und Jean Grey los, um den unbekannten Mutanten zu ihm zu bringen. Als Storm und Jean den Nightcrawler finden, stellt sich heraus, dass er irgendwie zum Attentat manipuliert worden ist.
Stryker bekommt durch den Anschlag auf den Präsidenten die Handhabe, den Krieg gegen die Mutanten zu eröffnen, und presst alle Informationen über die Schule und über Cerebro aus Magneto heraus. Als Xavier und sein Begleiter Cyclops Magneto besuchen, lässt Stryker beide überwältigen und festsetzen. Anschließend stürmt er mit einem Spezialkommando Xaviers Schule und versucht, alle Schüler gefangen zu nehmen, wobei ihm jedoch nur sechs der Kinder in die Hände fallen; die übrigen Mutanten können sich mit Hilfe von Logan durch einen Geheimtunnel retten. Ein weiteres Ziel ist, Teile von Cerebro mitnehmen zu können. Als Logan auf Stryker trifft, scheint seine Erinnerung zurückzukehren, dann muss jedoch auch er fliehen. Auch Rogue, ihr Freund Iceman und Pyro können entkommen, und nachdem sie wieder auf Logan treffen, flüchten sie nach Boston, wo auch Icemans Familie lebt, um dort mit Storm und Jean zusammenzutreffen. Währenddessen gelingt es Stryker jedoch, Xavier und Cyclops gefangen zu nehmen und in seine geheime Basis zu schaffen.
Mystique, Magnetos letzte Gefährtin, betäubt einen Wachmann aus Magnetos Gefängnis und injiziert ihm verflüssigtes Eisen. Am nächsten Tag erkennt der Metalldetektor bei der Sicherheitskontrolle vor Magnetos Spezialzelle das im Blut enthaltene Eisen nicht; Magneto selbst jedoch kann es mit seinen Kräften spüren, als der Wachmann seine Zelle betritt. Er zieht brutal das Eisen aus dem Körper des Wachmanns, und mit Hilfe des Metalls gelingt ihm die Flucht.
Logan, Iceman, Rogue und Pyro haben in der Zwischenzeit das Haus von Icemans Eltern erreicht. Als diese erfahren, dass ihr Sohn ein Mutant ist, sind sie entsetzt, und Icemans jüngerer Bruder ruft heimlich die Polizei. Die vier Mutanten wollen fliehen, dabei wird Logan von einem Polizisten in den Kopf geschossen. Pyro, der Feuer nach Belieben manipulieren kann, greift die Polizisten und deren Einsatzfahrzeuge an, bis Rogue ihn stoppt. Logan, der sich inzwischen durch seine Regenerationsfähigkeit wieder erholt hat, erwacht gerade, als Storm, Jean und Nightcrawler mit dem Jet landen. Auf ihrer Flucht werden sie von Kampfjets angegriffen und entkommen erst, als Storm durch ihre Fähigkeiten ein Unwetter mit Tornados heraufbeschwört. Als ihr Jet schließlich doch von einer Rakete getroffen wird, drohen sie abzustürzen und werden erst im letzten Moment durch Magnetos Kräfte gerettet.
Um den gemeinsamen Gegner Stryker zu bezwingen und Professor Xavier zu befreien, schließen sich die X-Men mit Magneto zusammen. Mit Professor Xaviers Jet erreichen sie Strykers unterirdische Militärbasis, die sich unter der Mauer eines Staudammes befindet. Mystique verwandelt sich in Logan, um die Wachen zu überlisten, und dringt durch den Überlaufschacht in das Bauwerk ein, von wo sie den Weg für die übrigen Mutanten öffnet. Während diese die Wachen überwältigen und sich auf die Suche nach Professor Xavier machen, untersucht Logan die Basis auf eigene Faust. Beim Anblick der Mauern und Gänge kommt bruchstückhaft seine Erinnerung zurück; es geschah eben in dieser Militärbasis, dass er als Opfer eines von Strykers früheren Experimenten seine Klauen und sein Skelett aus Adamantium erhielt. Diese unmenschlichen Experimente hatte er damals nur dank seiner einzigartigen Regenerationsgabe überleben und schließlich fliehen können. Stryker taucht auf und offenbart sich Logan. Bevor er Stryker angreifen kann, wird Logan seinerseits von Lady Deathstrike attackiert, einer Mutantin, die ebenfalls von Stryker „gezüchtet“ und deren Skelett ebenfalls mit Adamantium ummantelt wurde. Wie zuvor schon Nightcrawler beeinflusst Stryker auch Lady Deathstrike mit einem Gedankengift und kann sie somit mental kontrollieren. Stryker kann sich absetzen und Logan seine Gegnerin ausschalten, indem er ihr flüssiges Adamantium in den Körper pumpt.
Die übrigen Mutanten suchen zwischenzeitlich in getrennten Gruppen. Jean, Magneto und Mystique treffen auf den von Stryker unter Drogen gesetzten Cyclops, der sofort angreift. Jean kann ihn zurückdrängen; dabei entstehen Brüche im Stahlbeton des Staudammes, und er droht auseinanderzubrechen. Cyclops kommt wieder zu Bewusstsein, und gemeinsam mit Jean setzt er die Suche nach Xavier und den verschleppten Kindern fort. Diese sind inzwischen durch die anderen Mutanten gefunden worden.
Wie sich herausstellt, ist Strykers Sohn Jason ebenfalls ein Mutant. Er war früher Schüler in Xaviers Schule, wo sich seine Fähigkeit, starke mentale Illusionen zu erzeugen, voll herausgebildet hat. Bei einem Aufenthalt zuhause hatte er seine Mutter dadurch in den Selbstmord getrieben; nun soll er, vom rachsüchtigen Stryker durch eine seiner Drogen gefügig gemacht, die Kontrolle über Xavier übernehmen. Xavier soll mit Hilfe von Cerebro, von Stryker in einem der Gewölbe nachgebaut, Verbindung zu sämtlichen Mutanten der Erde aufnehmen und sie alle mit seinen Geisteskräften auf einen Schlag vernichten. Xavier, ganz unter dem Einfluss von Jason, beginnt die Maschine in Betrieb zu nehmen. Stryker erteilt ihm seine letzten Anweisungen, dann setzt er sich aufgrund der drohenden Zerstörung des Staudamms und damit auch der unterirdischen Anlage ab.
Magneto und Mystique finden den Zugang zu Cerebro, schalten die Wachen aus und dringen in das Innere der gewölbeähnlichen Maschine ein, wo der Mutant Jason immer noch Professor Xavier beeinflusst hält. Magneto, der Mutanten als evolutionär höher stehend erachtet, möchte alle nicht mutierten („normalen“) Menschen ausrotten und sieht nun die Chance gekommen, die Situation zu seinen Gunsten auszunutzen. Die in Stryker verwandelte Mystique erteilt Jason Magnetos neue Befehle: Xavier soll alle „normalen“ Menschen lokalisieren und ausschalten. Dann treten Magneto und Mystique ebenfalls die Flucht nach draußen an, und Pyro schließt sich ihnen an.
Schließlich finden auch die X-Men den Zugang zu Cerebro. Nightcrawler teleportiert sich und Storm hinein. Sie können den Einfluss von Jason zunächst nicht brechen, deshalb lässt Storm die Temperatur stark herabsinken, so lange bis Xavier die Herrschaft über sich selbst zurückerhält. Kurz bevor das Gewölbe in sich zusammenstürzt, kann Nightcrawler Storm und Xavier in Sicherheit teleportieren.
Nun beginnt die gesamte Basis einzustürzen. Mit knapper Not können die X-Men an die Erdoberfläche unterhalb der Staumauer entkommen. Rogue, eigentlich noch unerfahren im Umgang mit Xaviers Jet, schafft es, ihn bei der Gruppe zu landen, dabei wird er jedoch beschädigt und lässt sich nicht mehr starten. Der Staudamm bricht an einigen Stellen, und die Wassermassen schießen ins Tal. Jean verlässt den Jet, um mit ihren telekinetischen Kräften die Flutwelle aufzuhalten und gleichzeitig den Jet außer Gefahr zu bringen, dann wird sie von den tosenden Wassermassen verschluckt. Stryker, der auf seiner Flucht von Logan aufgegriffen und von Magneto gefesselt zurückgelassen wurde, erleidet dasselbe Schicksal.
Sofort begeben sich die X-Men nach Washington, wo sie dem Präsidenten Unterlagen von William Stryker überreichen, die beweisen, dass er der Drahtzieher für das Attentat war. Somit können sie den Präsidenten davon abhalten, sich im Fernsehen gegen die Mutanten auszusprechen. Im Anschluss sieht man, dass Professor Xaviers Schule wieder geöffnet hat und der „normale“ Schulalltag wieder eingekehrt ist. Cyclops und Logan trauern um Jean Grey, für die sie beide starke Gefühle gehegt hatten.
In der letzten Szene sieht man eine Kamerafahrt über den Alkali Lake, während man Jean aus dem Off über Mutationen sprechen hört. Die Szene wird ausgeblendet, während im Wasser schemenhaft die Form eines Phoenix zu erahnen ist.

## Ausstrahlung in Deutschland
Der Film startete am 1. Mai 2003 in den deutschen Kinos.
In Deutschland lief die Free-TV-Premiere am 25. Mai 2006 auf RTL. Diese verfolgten insgesamt 4,51 Millionen Zuschauer bei 15,2 Prozent Marktanteil. In der werberelevanten Zielgruppe betrug der Marktanteil 27,2 Prozent durch 3,29 Millionen Zuschauer.

## Musik
Die Eröffnungsszene mit Nightcrawlers Angriff auf den Präsidenten wird untermalt von einer von Filmkomponist John Ottman umarrangierten Version des „Dies Irae“ aus Wolfgang Amadeus Mozarts Requiem.

## Synchronisation
Die deutsche Synchronisation entstand nach einem Dialogbuch und unter der Dialogregie von Tobias Meister im Auftrag der Interopa Film GmbH in Berlin. Anders als beim Vorgänger, werden Hugh Jackman und Halle Berry diesmal von Thomas Nero Wolff und Melanie Pukaß gesprochen, die sich später auch als ihre Feststimmen etablieren konnten.
| Rolle                             | Schauspieler    | Synchronsprecher         |
| --------------------------------- | --------------- | ------------------------ |
| Charles Xavier / Professor X      | Patrick Stewart | Rolf Schult              |
| Logan / Wolverine                 | Hugh Jackman    | Thomas Nero Wolff        |
| Erik Lensherr / Magneto           | Ian McKellen    | Jürgen Thormann          |
| Ororo Munroe / Storm              | Halle Berry     | Melanie Pukaß            |
| Dr. Jean Grey                     | Famke Janssen   | Christin Marquitan       |
| Scott Summers / Cyclops           | James Marsden   | Matthias Hinze           |
| Anna Marie LeBeau / Rogue         | Anna Paquin     | Berenice Weichert        |
| Mystique                          | Rebecca Romijn  | Andreschka Großmann      |
| Col. William Stryker              | Brian Cox       | Engelbert von Nordhausen |
| Kurt Wagner / Nightcrawler        | Alan Cumming    | Marcel Collé             |
| Mystique als Senator Robert Kelly | Bruce Davison   | Reinhard Kuhnert         |
| John Allerdyce / Pyro             | Aaron Stanford  | Norman Matt              |
| Bobby Drake / Iceman              | Shawn Ashmore   | Gerrit Schmidt-Foß       |
| Yuriko Oyama / Lady Deathstrike   | Kelly Hu        | Cathrin Vaessen          |
| Kitty Pryde / Shadowcat           | Katie Stuart    | Adak Azdasht             |
| Jubilation Lee / Jubilee          | Kea Wong        | Susanne Kaps             |
| Präsident McKenna                 | Cotter Smith    | Bodo Wolf                |

## Trivia
Als Mystique an Yurikos Computer arbeitet, sieht man, dass sich darauf Akten über verschiedene Mutanten befinden, die im Film zwar ansonsten nicht vorkommen, aber im X-Men-Universum bekannt sind, z. B. Gambit, Banshee und Sabretooth.

## Kritik
„Temporeiche Comicstrip-Verfilmung mit Herz – dem Vorgänger um Längen überlegen.“

„Mehr Popcorn-Entertainment, Action und spektakuläre Special-Effects, weniger Seifenoper-Appeal und Pathos-Quotient, ohne jedoch in die Minus-IQ-Sphären anderer Comicverfilmungen vom Schlage eines „Daredevil“ zu verfallen – Bryan Singers Konzeption ging lückenlos auf.“

„Die geradlinig erzählte Superhelden-Geschichte ist überzeugender als der Vorgänger inszeniert und funktioniert als Unterhaltungskino tadellos. Als liberale Mythologie über postmoderne Identität, Toleranz und die Freiheit des Einzelnen durchaus von einigem Interesse.“

## Auszeichnungen und finanzieller Erfolg
- MTV Movie Awards 2004
  - Best Breakthrough Male Performance: Shawn Ashmore
  - weitere Nominierungen
    - Beste Kampfszene
    - Bester Kuss
    - Bester Film
- Box Office Germany Award für eine Million Besucher in 10 Tagen